# روي نويبيرغر
روي نويبيرغر (بالإنجليزية: Roy Neuberger)‏ هو مصرفي أمريكي، ولد في 21 يوليو 1903 في بريدجبورت في الولايات المتحدة، وتوفي في 24 ديسمبر 2010 في مانهاتن في الولايات المتحدة.